# Xylotrechus bifenestratus
Xylotrechus bifenestratus är en skalbaggsart som beskrevs av Maurice Pic 1916. Xylotrechus bifenestratus ingår i släktet Xylotrechus och familjen långhorningar. Inga underarter finns listade i Catalogue of Life.